# 卢建新 (物理学家)
卢建新，中国科学技术大学教授、交叉学科理论研究中心主任，研究领域为超弦/M理论。中国教育部第六批“长江学者”特聘教授。

## 生平
1992年取得得克萨斯农工大学理论物理博士学位，先后在欧洲核子中心、得克萨斯农工大学做博士后及访问助理教授，2011至今担任中国科学技术大学教授。